# Kenedy (Texas)
Kenedy es una ciudad ubicada en el condado de Karnes en el estado estadounidense de Texas. En el Censo de 2010 tenía una población de 3.296 habitantes y una densidad poblacional de 349,13 personas por km².

## Geografía
Kenedy se encuentra ubicada en las coordenadas 28°49′3″N 97°51′6″O / 28.81750, -97.85167. Según la Oficina del Censo de los Estados Unidos, Kenedy tiene una superficie total de 9.44 km², de la cual 9.41 km² corresponden a tierra firme y (0.3%) 0.03 km² es agua.

## Demografía
Según el censo de 2010, había 3.296 personas residiendo en Kenedy. La densidad de población era de 349,13 hab./km². De los 3.296 habitantes, Kenedy estaba compuesto por el 79.34% blancos, el 2.34% eran afroamericanos, el 0.85% eran amerindios, el 0.55% eran asiáticos, el 0.06% eran isleños del Pacífico, el 15.53% eran de otras razas y el 1.33% pertenecían a dos o más razas. Del total de la población el 68.6% eran hispanos o latinos de cualquier raza.